# Caïon
Le caïon ou la fricassée de caïon est une spécialité culinaire savoyarde et dauphinoise à base de porc mariné, puis saisi et mijoté.

Le mot caïon est une francisation du terme francoprovençal orthographié cayon qui désigne le porc. Souvent, on le retrouve dans le français régional.